# Яновський Давид Маркелович
Дави́д Марке́лович Яно́вський (25 травня 1868, Волковиськ, Гродненська губернія, Литовське генерал-губернаторство, тепер Білорусь — 15 січня 1927, Єр, Франція) — шахіст єврейського походження, який представляв Францію і Російську імперію. Один із найкращих шахістів світу 1890-х—1900-х років. У 1909—1910 роках провів два матчі за титул чемпіона світу, але обидва рази Емануїл Ласкер захистив титул.

## Життєпис

### Юність
Народився 25 травня 1868 р. в містечку Волковиськ (Гродненська губернія, теперішня Білорусь), яке в середині XIX ст. було одним із найбідніших міст губернії. Ще у дитячому віці він разом зі сім'єю переїхав до польського міста Лодзь. Не вибравши жодної професії, Давид усе життя присвятив шахам. Одним з його перших вчителів був старший брат Хаїм — згодом відомий у Лодзі шахіст і шаховий діяч.

### Переїзд до Парижа
Удосконаливши свою гру, молодий Яновський переїхав до Парижа — одного з центрів шахового життя Європи. З 1891 року 23-літній Яновський регулярно відвідує кафе «Режанс», яке було найсильнішим шаховим клубом Франції. У 1892 році займає 2-е місце у чемпіонаті цього кафе, а його переможна партія проти Зіттенфельда отримала перший приз за красу. Винахідлива і яскрава гра Яновського приємно здивувала паризьких шахістів і в 1894 році його вибирають представником Франції на міжнародному турнірі у Лейпцигу. У той час французька шахова школа переживала кризу і не було достатньо сильних гравців, які б могли гідно представляти країну на міжнародних змаганнях. На цьому турнірі він поділив 6-7 місця з австрійцем Ґеорґом Марко.

### Найкращі роки (1896—1910)
Перемігши у чемпіонаті «Режансу» 1896 року, який був офіційно визнаний першістю Франції, Яновський стає загальновизнаним лідером французьких шахів. Його обрали представником країни на турнірі в Нюрнберзі (1896). Турнір зібрав майже всіх найкращих гравців світу: приїхали Ласкер, Стейніц, Тарраш, Мароці, Пілсбері, Шлехтер, Чигорін та ін. Для Яновського ці змагання стали першим турніром міжнародного рівня. У Нюрнберзі яскраво проявився його талант, як безкомпромісного, сміливого і вишуканого гравця. Часто у рівній позиції він принципово відмовлявся від нічиєї — у змаганнях було 5 таких ситуації і 4 з них він довів до своєї перемоги. Підсумок: +10 −5 =3 і почесне 5-е місце серед провідних шахістів світу.
Багато учасників Нюрнберзького турніру восени виступали у Будапешті. Там Яновський поділив 4-5 місця. Того ж року маестро (так на французький лад тоді називали шахових майстрів) виграє турнір у Відні (6 учасників), а його партія здобуває приз за красу. Шахіст ще на деякий час залишився у Відні провівши матч із сильним Карлом Шлехтером, який славився своєю прихильністю до нічиїх (+2 −2 =3).
1897 року на Берлінському турнірі Яновський вже був одним із фаворитів, тому 4-е місце стало порівняно невдалим результатом. Там же шахіст провів матч із другим призером турніру, Карлом Августом Вальбродтом: +4 −2 =2.
Дуже сильним видався склад міжнародного турніру у Відні в червні-липні 1898 року. Серед учасників були, зокрема Карл Шлехтер, Ґеза Мароці, Зіґберт Тарраш, Михайло Чигорін, Вільгельм Стейніц, Гаррі Нельсон Пільсбері, Джозеф Генрі Блекберн. Яновський виступав як представник Франції й посів високе 3-є місце з результатом +22 −7 =7. Уже через 10 днів у Кельні розпочався конгрес Німецького шахового союзу, на турнірі якого взяли участь семеро учасників віденського турніру. Яновський фінішував дев'ятим, що преса пояснювала відсутністю відпочинку після довгого (2-місячного) змагання у Відні. Восени того ж року Яновський відплив до Нью-Йорка, де на зламі 1898/99 років зіграв матчі з Шовальтером, Маршаллом і Ліпшютцом. Матч Шовальтер—Яновський узагалі викликав великий інтерес, позаяк зустрічалися одні з лідерів шахів США та Європи, але помилки американця і його слабка гра не виправдали очікування на поєдинок найвищого рівня, як це прокоментував Жак Мізес.
На турнірі в Лондоні влітку 1899 року Яновський поділив 2-4-е місця (неуважність в останньому турі спричинила поразку від Вільгельма Стейніца, а навіть нічия давала чисте 2 місце) і після цього успіху розпочав переговори з Емануелем Ласкером про матч за титул чемпіона світу з шахів. Ласкер поставив умови: призовий фонд 400 фунтів стерлінгів (10 тисяч франків), матч до 8 перемог і низка дрібніших вимог. Кандидат погодився на суму, але запропонував поєдинок до 10 перемог, що чемпіон відхилив.
Репутацію маестро зіпсував провальний виступ у Парижі 1900 року: 11 місце серед 17 учасників. Поразки від Пілсбері, Мароці, Берна, Чигоріна та Шлехтера змусили його на довгий час забути про бажання боротися за титул чемпіона світу. Того ж року на конгресі німецького шахового союзу Яновський поділив 7-10 місця. Для участі в другому Всеросійському турнірі 1900—1901 Яновський вирушив до Російської імперії. У листопаді-грудні 1900 року маестро проводив партії та сеанси одночасної гри в Києві, Одесі та Петербурзі. Вислід чемпіонату, який відбувся у січні 1901 року в Москві, був прогнозований, перші три місця посіли Михайло Чигорін, Емануїл Шіфферс і Давид Яновський.
1901 року в Монте-Карло Давид Яновський уперше переміг у міжнародному турнірі найвищого рівня, показавши результат +10 −2 =3. Позаду франко-російський шахіст залишив, зокрема Шлехтера, Чигоріна, фон Шеве, Алапіна та Мізеса.
Серед головних турнірних результатів наступних років:
- 1902 — Монте-Карло, 3-є місце
- 1902 — Ганновер, 1-е місце
- 1904 — Кембридж Спрінґс, 2-3
- 1905 — Остенде, 2-3
- 1905 — Бармен, 1-2

### Пізніші роки
Перемога 1905 року, коли в Бармені (Німеччина) Яновський поділив 1-2-е місця з Мароці, була останньою перемогою в міжнародному турнірі. Після цього спортивні результати російсько-французького шахіста почали знижуватися:
- 1906 — Остенде, 8
- 1906 — Нюрнберґ, 16-17
- 1907 — Остенде, 3-4
- 1907 — Карлсбад, 15
- 1908 — Прага, 10

1909 року нарешті відбувся матч Ласкер—Яновський. Спочатку партнери домовилися про короткий матч, який несподівано завершився нічиєю: + 2 −2. Після цього Яновський викликав Ласкера на матч за титул чемпіона світу. Якби матч відбувся на зламі 1890-х — 1900-х років, Яновський, що грав тоді дуже яскраво, мав би значно вищі шанси. Ласкер розгромив претендента з рахунком +7 −1 =2 (грали на більшість 10 партій), а в матчі за титул, що організували наступного року, чемпіон узагалі не програв жодної партії: + 8 −0 =3.
Яновський продовжував виступати в турнірах, а 27 лютого 1911 в Сан-Себастьяні програв партію, де від початку мав перевагу, що дуже підкосило майстра. На думку Едуарда Ласкера ця партія вирішила долю трьох шахістів зі світовим іменем: поразка стала «драмою всього життя» Яновського, тоді як молодий Хосе Рауль Капабланка, який переміг у партії, завдяки психологічній перевазі виграв і весь турнір, а після Першої світової війни став чемпіоном світу. Водночас, на думку Едварда Ласкера, перемога Капабланки на турнірі закрила шлях до титулу чемпіона світу Акібі Рубінштейну, який був серед найсильніших шахістів того часу, але в Сан-Себастьяні відстав від переможця на ½ очка.
Під час Першої світової війни переїхав до США, де виступав у місцевих шахових турнірах. 1924 р. повернувся до Європи. Помер у лікарні міста Єр (Франція) 15 січня 1927 року.

### Стиль гри
Французький шаховий літератор і математик Франсуа ле Ліонне:
|  | Яновський був відомий своїми руйнівними атаками і дивовижним вмінням концентрувати фігури навколо ворожого короля. Безстрашна, авантюрна гра принесла йому багато блискучих перемог і різноманітних призів за красу… |

У рівних позиціях зазвичай шукав найгостріші і найвитонченіші можливості. Суперники інколи скористатись цим, бо Яновський часто вибирав не найраціональніший хід, а найестетичніший, свідомо йдучи на ризик. Також радянський майстер Микола Григор'єв виділяв мистецтво Яновського маневрувати слонами.
Був холериком і грав азартно. Інколи азарт виходив за межі шахівниці. Наприклад, усі 5000 франків, які Яновський отримав за перемогу в турнірі в Монте-Карло 1901 року, він за кілька днів програв у місцевому казино.